# Province orientale (Kenya)
Pour les articles homonymes, voir Province orientale.
La Province orientale du Kenya était une des huit provinces du pays. Elle partageait sa frontière nord avec l’Éthiopie ; la province nord-orientale s’étend à l’est, et la Province de la Côte au sud. Les autres provinces se succèdent le long de sa frontière ouest. Son chef-lieu était Embu.
D’une surface de 160 000 km2, elle était principalement habitée par les Kambas et plusieurs communautés pastorales. En 1979 sa population était estimée à 2,7 millions d’habitants, pour monter à 4,6 millions en 1999.

## Climat
Le climat est aride à semi-aride.

## Structure administrative
Le chef-lieu de la province est Embu. Elle est divisée en treize districts:
- Embu, chef-lieu Embu
- Isiolo, chef-lieu Isiolo
- Kitui, chef-lieu Kitui
- Machakos, chef-lieu Machakos
- Makueni, chef-lieu Makueni
- Marsabit, chef-lieu Marsabit
- Mbere, chef-lieu Mbere
- Meru nord, chef-lieu Maua
- Meru centre, chef-lieu Meru
- Meru sud, chef-lieu Chuka
- Moyale, chef-lieu Moyale
- Mwingi, chef-lieu Mwingi
- Tharaka, chef-lieu Tharaka